# Jana Dočekalová
Jana Dočekalová provdaná Mrázková  (* 20. března 1940 Brno) je bývala československá krasobruslařka.
Zúčastnila se ZOH 1960 a ZOH 1964 a MS v krasobruslení. Na ME v krasobruslení v roce 1961 skončila na třetím místě. Její trenérkou byla Hilda Múdra.
V roce 1959 se provdala za Františka Mrázka (1936 - 2014), který se stal v roce 1962 mistrem Československé socialistické republiky silničních motocyklů v třídě 350 cm³.
Už v roce 1961 působila i s manželem v Československé lední revue. Při turné po Maďarsku a Jugoslávii v roce 1965, které mělo pokračovat do Itálie, přišel z ČSTV příkaz, že do Itálie už manželé Mrázkovi, coby nespolehliví, nevycestují. Proto se rozhodli emigrovat do Rakouska a poté odešli do Kanady.

## Výsledky
| Soutěž                                     | 1957 | 1958 | 1959 | 1960 | 1961 | 1962 | 1963 | 1964 | 1965 |
| ------------------------------------------ | ---- | ---- | ---- | ---- | ---- | ---- | ---- | ---- | ---- |
| Zimní olympijské hry                       |      |      |      | 4    |      |      |      | 25   |      |
| Mistrovství světa v krasobruslení          |      |      |      | 6    |      | 7    | 8    |      |      |
| Mistrovství Evropy v krasobruslení         | 13   | 11   | 7    | 5    | 3    | 8    | 4    | 10   | 8    |
| Mistrovství Československa v krasobruslení | 3    | 2    | 2    | 1    | 1    | 1    | 1    | 1    | 2    |